# ライズ・オブ・ザ・タイラント
『ライズ・オブ・ザ・タイラント』（Rise of the Tyrant）は、スウェーデンのメロディックデスメタル・バンド、アーチ・エネミーが2007年に発表した7作目のスタジオ・アルバム。日本で先行発売された。

## 背景
クリストファー・アモットは、前作『ドゥームズデイ・マシーン』（2005年）制作後に一度バンドを脱退したが、本作のレコーディングで復帰した。なお、クリストファーの後任ギタリストであったフレドリック・オーケソンは、2007年5月、オーペスに加入した。
「ザ・デイ・ユー・ダイド」は、日本のアニメ映画『火垂るの墓』にインスパイアされた曲で、マイケル・アモットはファンからの薦めで同作を観て「反戦映画としては特に強力な作品の一つ」と感じたという。日本盤ボーナス・トラックの「炎の誓い」は、キッスが1981年のコンセプト・アルバム『〜エルダー〜 魔界大決戦』で発表した曲のカヴァーである。

## 反響・評価
フィンランドではバンド初のアルバム・チャート入りを果たし、最高18位を記録した。アメリカでは発売初週に約8900枚を売り上げ、Billboard 200では84位に達し、バンドにとって2作目の全米トップ100アルバムとなった。
Eduardo Rivadaviaはオールミュージックにおいて5点満点中3点を付け「彼らの全キャリアを代表する作品とは言えず、1991年頃におけるスウェディッシュ・デスメタルの奇跡的な勃興に回帰できたわけでもないが、世界に溢れかえっている凡百のメタル・バンドと比べれば、なおも優れた仕事をしている」と評している。

## 収録曲
1. ブラッド・オン・ユア・ハンズ - Blood on Your Hands – 4:41
  - 作詞：アンジェラ・ゴソウ／作曲：マイケル・アモット、クリストファー・アモット
2. ザ・ラスト・エネミー - The Last Enemy – 4:15
  - 作詞：アンジェラ・ゴソウ／作曲：マイケル・アモット、クリストファー・アモット
3. アイ・ウィル・リヴ・アゲイン - I Will Live Again – 3:32
  - 作詞：アンジェラ・ゴソウ／作曲：マイケル・アモット、クリストファー・アモット、ダニエル・アーランドソン
4. イン・ディス・シャロウ・グレイヴ - In This Shallow Grave – 4:54
  - 作詞：マイケル・アモット／作曲：マイケル・アモット、クリストファー・アモット、ダニエル・アーランドソン
5. レヴォリューション・ビギンズ - Revolution Begins – 4:11
  - 作詞：マイケル・アモット／作曲：マイケル・アモット、クリストファー・アモット
6. ライズ・オブ・ザ・タイラント - Rise of the Tyrant – 4:33
  - 作詞：アンジェラ・ゴソウ／作曲：マイケル・アモット
7. ザ・デイ・ユー・ダイド - The Day You Died – 4:52
  - 作詞：アンジェラ・ゴソウ、マイケル・アモット／作曲：マイケル・アモット、ダニエル・アーランドソン
8. インターメッツォ・リベルテ（間奏曲） - Intermezzo Liberté – 2:51
  - 作曲：マイケル・アモット
9. ナイト・フォールズ・ファスト - Night Falls Fast – 3:18
  - 作詞：アンジェラ・ゴソウ／作曲：マイケル・アモット
10. ザ・グレート・ダークネス - The Great Darkness – 4:46
  - 作詞：アンジェラ・ゴソウ／作曲：マイケル・アモット
11. ヴァルチャーズ - Vultures – 6:33
  - 作詞：アンジェラ・ゴソウ／作曲：マイケル・アモット、クリストファー・アモット

### 日本盤ボーナス・トラック
1. 炎の誓い - The Oath – 4:16
  - 作詞・作曲：ポール・スタンレー、ボブ・エズリン、トニー・パワーズ

## 参加ミュージシャン
- アンジェラ・ゴソウ - ボーカル
- マイケル・アモット - リードギター、リズムギター
- クリストファー・アモット - リードギター、リズムギター、アコースティック・ギター
- シャーリー・ダンジェロ - ベース
- ダニエル・アーランドソン - ドラムス